# Stewart (cráter)

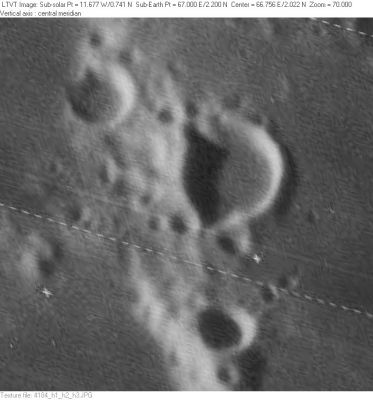
Fotografía de la misión Lunar Orbiter 4

Stewart es un pequeño cráter de impacto situado al noreste del Mare Spumans, un pequeño mar lunar cercano al terminador este de la Luna. Se encuentra al norte del cráter Pomortsev, y al suroeste del cráter inundado de lava Dubyago.
|  |

Stewart fue previamente designado Dubyago Q, antes de que la UAI le asignase su nombre actual. Es un cráter circular con un borde exterior bajo y un suelo interior sin rasgos destacables.